# La Guaira
La Guaira es la capital del estado Vargas, Venezuela. Se encuentra ubicada al centro-norte de Venezuela a 30 km de la ciudad de Caracas, capital del país.

## Historia
Fueron los aborígenes arauacos quienes primero marcaron con su huella el litoral central venezolano. Sin embargo, 500 años antes de la llegada de Cristóbal Colón, fueron desplazados en algunos sitios por los Caribes, asentados en estas costas. El territorio se convirtió después en la gran nación Tarma, "extendida entre Puerto Maya y los Valles del Tuy", poblada por indios que hablaban lengua caribe.

### Fundación
La ciudad era antiguamente conocida como Huaira, por ser un asentamiento indígena. El historiador Casto Fulgencio López establece un día 29 de junio el año de 1589, día de San Pedro y San Pablo. Por eso el nombre formal fue "San Pedro de La Guaira". Ya en 1580, nueve años antes de su supuesta fundación, Diego Ruiz de Vallejo, contador de Real Hacienda de la Provincia de Venezuela, en carta al Rey Felipe II, habla del Puerto de La Guaira.[cita requerida]
Muy de mañana llegaron, a lomo de mula, el gobernador y capitán general de la provincia, Diego Osorio y su secretario, Simón Bolívar, ancestro de Simón Bolívar. Estaban también los dignatarios del Cabildo de Caracas y algunos indígenas. El primer sacerdote designado para el pueblo, Padre Franco, daría una misa. Una campana improvisada tañó entre tiros de arcabuz. Don Diego  Osorio, señalando la hora y cuchillo, como se estilaba, declaró fundada, en nombre de la Sacra, Real y Católica Majestad de Don Felipe Segundo, Rey de España, a la población de "San Pedro de La Guaira". Fue el 29 de junio de 1589, el fundador reta con la espada en alto: 

Si alguno fuere tan osado y villano que contradijere este muy grande acto por el cual tomo posesión en nombre de Su Majestad, que comparezca y diga.

### Ataques de piratas y otros
Recién fundada, es tomada por piratas neerlandeses. Diego de Osorio, se retira a Caracas en busca de refuerzos y antes de volver, el cacique Guaicamacuto ataca por sorpresa a los piratas ingleses comandados por Amyas Preston, de la flota de Sir Walter Raleigh. Aunque Preston dejó a un lado La Guaira y llegó a Caracas por un sendero indígena que comenzaba en Macuto, los españoles decidieron fortificar el puerto, mejorar y controlar un solo camino y por consiguiente eliminar las picas secundarias.
- El 11 de junio de 1641 un sismo afecta a La Guaira, Caracas y sus alrededores. Se estimaron entre 300 y 500 personas víctimas del terremoto. Su magnitud fue de Mb 7,5-8,0. Este sismo es conocido con el nombre de terremoto de San Bernabé.

- En 1642, William Jackson, con más de mil hombres, bombardea a La Guaira, pero es rechazado. Otro bombardeo se produce en julio de 1651.

- En 1680, el pirata francés Michel de Grammont se apoderó de La Guaira la noche del 26 de junio por dos días y se llevó como rehenes a 150 hombres de la guarnición. Este episodio debió influir en la decisión de aumentar la seguridad de las fortificaciones del puerto y el camino hacia Caracas.

- En época colonial La Guaira se convirtió en un punto importante para el comercio con las Antillas y Europa. Desde 1730 opera la Real Compañía Guipuzcoana constituida en virtud de una Real cédula del rey Felipe V para controlar el contrabando de los neerlandeses y consolidar el monopolio comercial en particular de rubros agrarios como el cacao, el tabaco, el algodón y el índigo.

- La Guaira fue el primer escenario bélico de la guerra del Asiento el 22 de octubre de 1739, al ser atacada por 3 navíos de la flota inglesa del Almirante Edward Vernon. A las órdenes del Capitán Waterhouse bombardearon las defensas y trataron de tomar el puerto, pero la gente en tierra estaba sobre aviso y lanzaron fuego cerrado.

- En marzo de 1743, en la Batalla de La Guaira, el puerto es atacado sin éxito por otra escuadra inglesa de 19 buques al mando del Almirante Charles Knowles. Las baterías costeras, dirigidas por Gabriel de Zuloaga, José de Iturriaga y Don Mateo Gual, contraatacaron y lograron poner en fuga a los ingleses.

- En  1796 tras el fracaso  de la Conspiración de San Blas en Madrid, el alcalde de Casa y Corte, Conde de Pinar detuvo rápidamente a los autores que fueron condenados a la horca, no obstante, Don Francisco Pérez de Lerma, un abogado, letrado, cristiano, salvó de la pena de muerte a Juan Bautista Picornell, José Lax, Sebastián Andrés, Manuel Cortés Campomanes y otros, arriesgando su posición política dentro de gobierno. La pena de muerte les fue conmutada por encierro perpetuo en los castillos de América, de Puerto Cabello, La Guaira, Portobello y Panamá, por orden del Rey Carlos IV, del 17 de agosto de 1796.

- En diciembre de 1796 y a comienzos de 1797, los conspiradores europeos fueron llegando al puerto de La Guaira, donde se les encerró en las bóvedas del castillo san Carlos. Al poco tiempo Picornell y sus compañeros entraron en contacto con Manuel Gual y José María España, reforzando sus ideas revolucionarias. El movimiento que tuvo su foco en La Guaira desde donde se extendió rápidamente a Caracas; contó con un conjunto de documentos teóricos e instrucciones de carácter organizativo práctico.

- Entre los días 13 y 14 de julio de 1797 el gobierno colonial de la Capitanía General de Venezuela devela en La Guaira la conspiración emancipadora liderada por José María España y Manuel Gual. Los arrestos que se producen obligan a España y a Gual a huir hacia Curazao. Previamente Picornell y Campomanes se había fugado hacia Curazao

- Amotinados del buque inglés HMS Hermione entregan la nave a las autoridades españolas del puerto de La Guaira el 27 de septiembre de 1797.

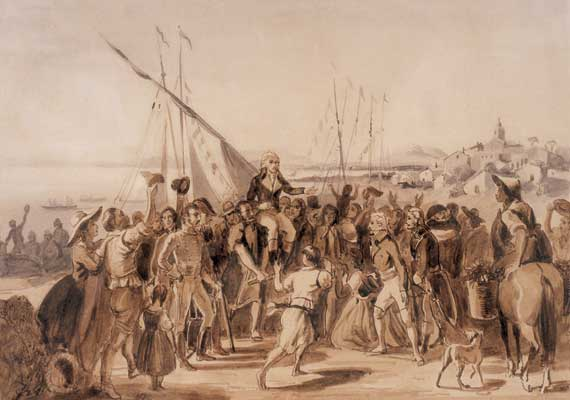
Recibimiento de Miranda en La Guaira, Mauricio Rugendas,.

El 20 de noviembre de 1799 llega el barón Alexander von Humboldt y emprende marcha hacia Caracas a través del camino de los españoles. Allí se encuentra con Aimé Bonpland y son recibidos por el gobernador y capitán general Manuel de Guevara Vasconcelos, quien se ocupa de atenderlos. 
En 1804 llega a La Guaira la Real Expedición Filantrópica de la Vacuna a cargo de Francisco Javier Balmis y José Salvany. La expedición se dividió en La Guaira: José Salvany, el segundo cirujano, se adentró en la actual Colombia y el Virreinato del Perú  y Balmis por su parte volvió a Caracas y más tarde a la La Habana. El poeta venezolano Andrés Bello incluso escribió en 1804 una Oda a la Vacuna.
El 18 de abril de 1810 llegan a La Guaira los comisarios regios de la Junta Suprema de Cádiz para dirigirse a Caracas, ciudad que encontraron agitada por la revolución que desembocó en la declaracación de independencia del 19 de abril. Entonces le tocó intervenir ante la Junta de Gobierno para que no se produjera la independencia total de España. Meses más tarde Francisco de Miranda al regresar a Venezuela fue recibido con honores y manifestaciones de júbilo en el Puerto de La Guaira.
Con la caída de la Primera República en 1812 mientras el generalísimo Francisco de Miranda esperaba en La Guaira para embarcarse al exterior, un grupo de oficiales patriotas dirigidos por Simón Bolívar, apresaron a Miranda y lo entregaron a los españoles al que hasta entonces había sido líder del movimiento independentista. Miranda fue encarcelado en el fuerte San Carlos antes de enviarlo a Puerto Cabello.
En 1815 llega a La Guaira la flota española de cerca de 85 buques del general Pablo Morillo para abastecerse de alimentos y pertrechos destinados a la reconquista del virreinato de la Nueva Granada siguiendo órdenes expresas del rey Fernando VII. 
En 1821 tras la derrota de los realistas en la batalla de Carabobo el almirante Laborde participó en la evacuación hacia La Habana de civiles españoles desde el puerto de La Guaira. 
En 1822, llega al puerto la misión científica que, por intermedio de Antonio Zea, Bolívar había encargado traer desde Europa. Esta misión -conformada en parte por recomendaciones de Alexander von Humboldt- estaba al mando del científico y anticuario peruano Mariano de Rivero. En ella, también participaban los franceses Jean Baptiste Boussingault y Jean François Roulin. Su objetivo era realizar investigaciones científicas en la Gran Colombia y fundar instituciones como una escuela de minería y un museo de historia natural.
En 1856 una flota de tres buques de guerra neerlandeses bloquean el puerto de La Guaira enviando además un ultimátum al gobierno venezolano para dar respuesta a sus peticiones sobre la soberanía de la isla de Aves además de  “negociar” los términos de las supuestas indemnizaciones a los judíos expulsados de Coro.

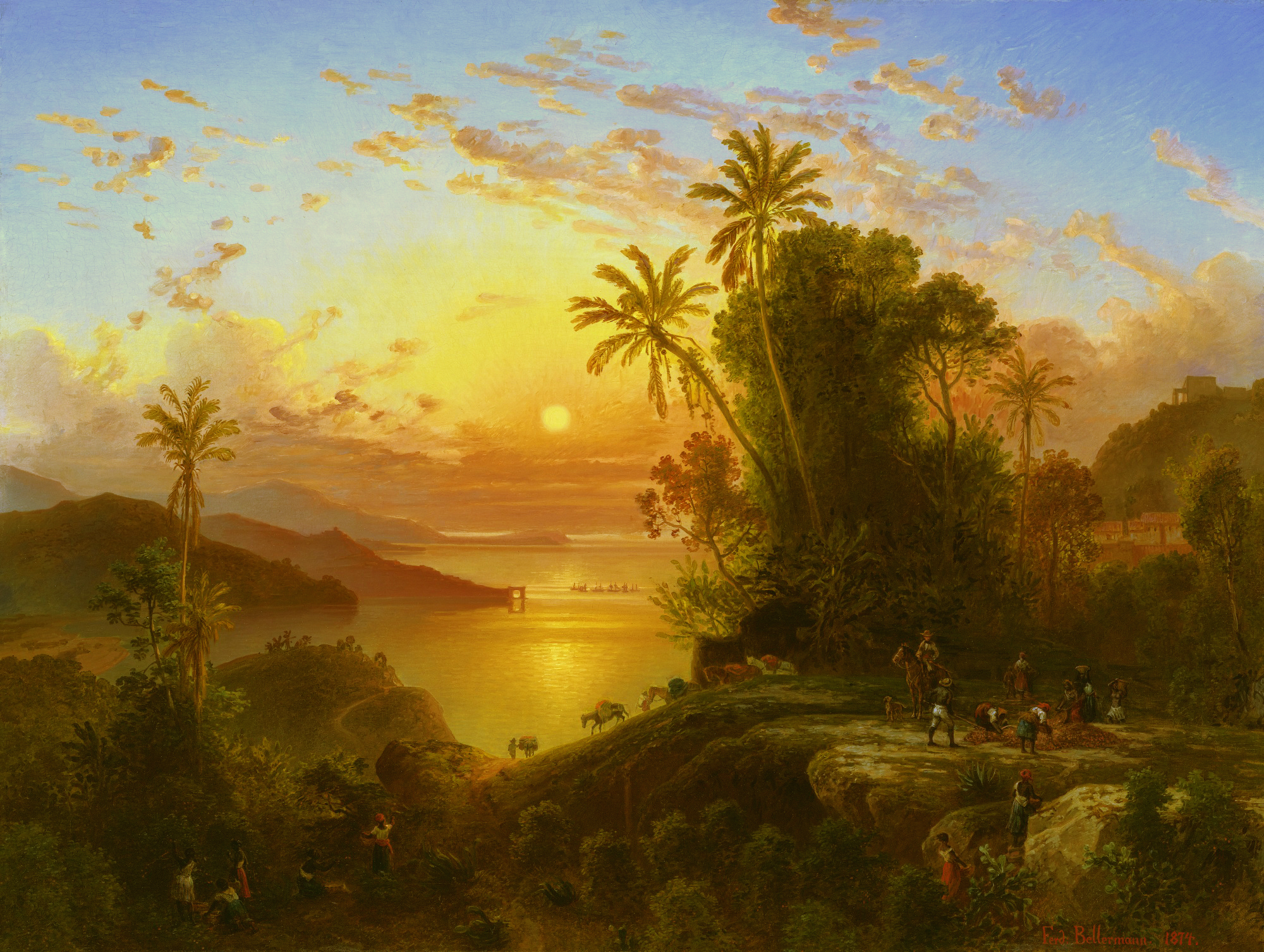
Costa este del estado Vargas (Ferdinand Bellermann, 1874)

El 13 de marzo de 1858 durante la Revolución de Marzo, el general Justo Briceño bloquea el puerto de La Guaira con algunas naves tomadas en Puerto Cabello.
En 1867 se inicia el levantamiento topográfico para la línea de ferrocarril La Guaira-Caracas. La capital de Venezuela, Caracas, está situada a solo 11 km del mar Caribe pero a una altitud de 914 metros, empresas británicas y estadounidenses se disputaron durante 14 años la ruta y su financiamiento. En 1874 se encargó un proyecto de modernización al ingeniero Daniel Dibles, pero estos trabajos no incluyeron la construcción de un nuevo tajamar para cortar las corrientes marinas que agitaban las aguas del puerto. Finalmente, un grupo inglés obtuvo el contrato en 1881 y comenzó la construcción de la línea férrea de 37 km Caracas La Guaira. El ferrocarril comenzó a operar en julio de 1883 y prestó servicio hasta 1951.
Las actividades del ferrocarril fueron muy provechosas para las casas comerciales residenciadas en la zona. Debido al elevado volumen de importaciones que requería la capital de la República, la carga transportada por el ferrocarril desde el puerto hacia Caracas era cuatro veces mayor que el del trayecto hacia la costa.
Para la atención apropiada de un comercio en constante crecimiento, era indispensable modernizar la infraestructura portuaria de La Guaira, proceso que fue muy lento no solamente por la escasez de recursos monetarios sino también por las limitaciones tecnológicas para impedir que el fuerte oleaje destruyera los muelles. 
El 21 de mayo de 1885 el presidente Antonio Guzmán Blanco, suscribe en Inglaterra un contrato con la empresa Punchard Mc Taggart Lowrther la modernización del puerto de La Guaira que incluía un rompeolas de 625 metros aproximadamente de longitud, 945 metros aproximadamente de malecón, sistemas ferroviarios, almacenes, grúas y un faro entre otras instalaciones. Así mismo, se constituyó la compañía La Guaira Harbour Corporation Limited, siendo la nación propietaria de 120 mil acciones ordinarias. 

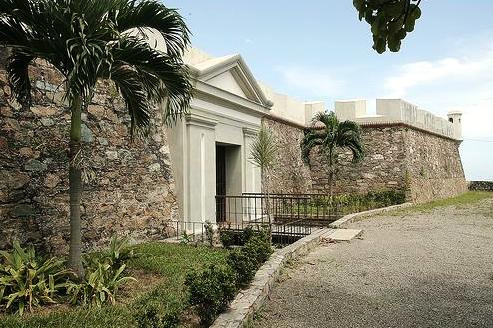
Fuerte el Vigía, ubicado en la parte alta de la Guaira

Entre fines de 1902 y principios de 1903 buques de guerra del Imperio británico, el Imperio Alemán y el Reino de Italia bloquearon los puertos de Venezuela exigiendo el pago inmediato de las deudas contraídas por el gobierno a las empresas de sus connacionales.
En 1908 los cruceros neerlandeses Gelderland y Friesland bloquean el puerto de La Guaira con la orden de apresar cualquier buque de la armada venezolana. En 1908 tras la ascensión al poder de Juan Vicente Gómez, atracaron en La Guaira a petición del mismísimo Gómez, los acorazados norteamericanos USS Maine, USS Dolphin y al crucero pesado USS North Carolina, para controlar cualquier revuelta interna tras el golpe de Estado que depuso al presidente Cipriano Castro; oportunidad que aprovecharon los estadounidenses para disuadir nuevas incursiones navales europeas en Venezuela y reafirmar la Doctrina Monroe.

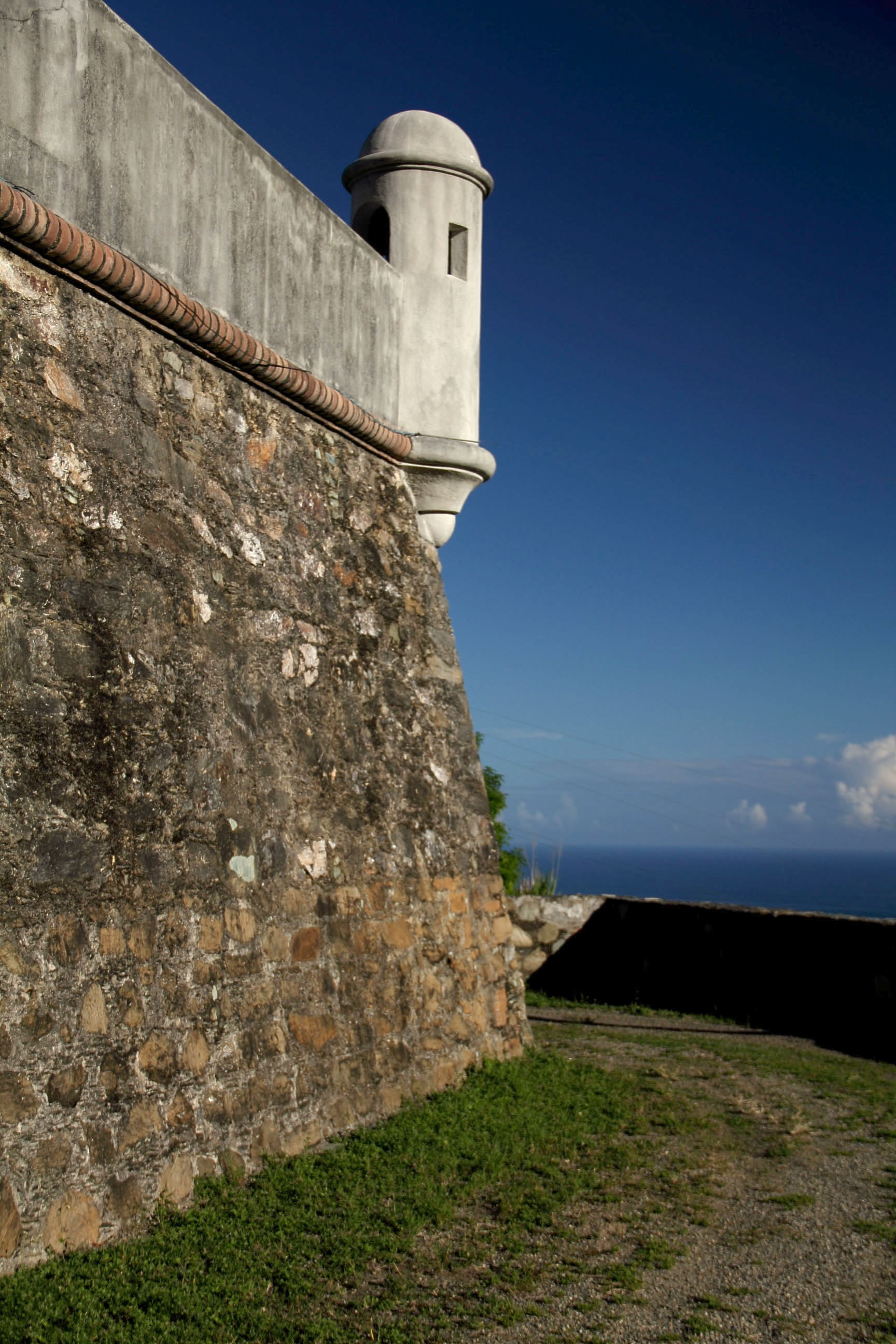
Fuerte "San Carlos" ubicado en una montaña alta en La Guaira

En 1939, 251 judíos europeos prófugos, llegaron a La Guaira en los llamados "Barcos de la Esperanza", el Königstein y el Caribia después de haber sido rechazados en las colonias británicas de Barbados, Trinidad y la Guayana Británica. Una historia conmovedora que habla de la calidad humana y valor del presidente Eleazar López Contreras al otorgarles asilo en Venezuela.
En enero de 1950, la Junta Militar de Gobierno inicia la construcción de la Autopista Caracas-La Guaira, una de las importantes autopistas de Venezuela. Inaugurada el 2 de diciembre de 1953 por el general Marcos Pérez Jiménez con un enorme costo fue considerada por varios aspectos como la obra de ingeniería más importante realizada en América después del Canal de Panamá. Con sus más de 16,1 kilómetros se puede llegar de Caracas al Litoral Central en tan solo 20 minutos. 
El 21 de enero de 1961 embarcaron en el transatlántico portugués Santa María surto en este puerto un grupo de 20 miembros del DRIL. Un día más tarde, en Willemstad, Curaçao (Antillas Neerlandesas), embarcó Henrique Galvão con otros tres elementos del DRIL y secuestran el buque con fines políticos y propagandisticos en la llamada Operación Dulcinea.
En esta ciudad han nacido importantes próceres de la independencia venezolana, como José María España y Manuel Gual; dos presidentes de la república como el general Carlos Soublette y el doctor José María Vargas, además el héroe venezolano-curazoleño, Manuel Piar pasó buena parte de su vida en La Guaira.
La Guaira ha sobrevivido a varios terremotos (1812, 1900 y 1967), así como a las inundaciones de los deslaves de 1798, 1951, 1999 y 2005.

### Habitantes

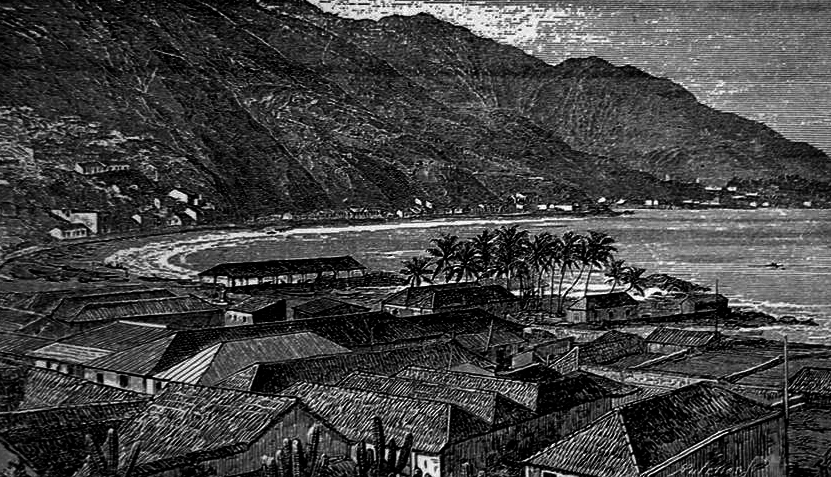
La Guaira en el

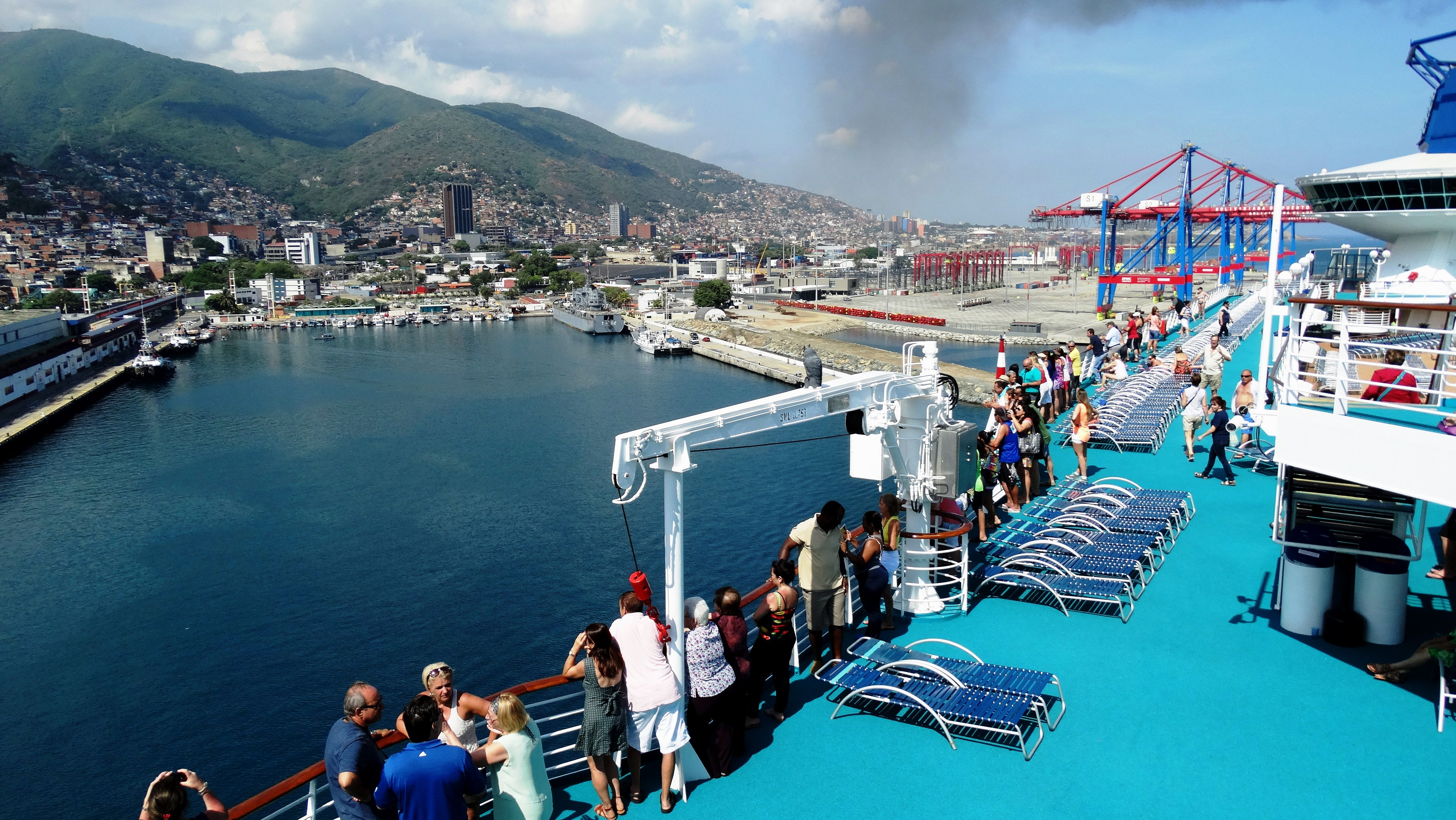
Puerto de La Guaira

El 30 de noviembre de 1772, La Guaira fue visitada por el obispo Mariano Martí, quien hizo su acostumbrado inventario del número de casas, familias y de habitantes residentes en el lugar, proporcionando los siguientes datos de interés demográfico: Se contaron 532 casas donde residían 482 familias, atendidas por 8 sacerdotes seculares; igualmente el número de personas residiendo dentro del área del puerto ascendía a 3.118 adultos y 560 párvulos. En las afueras del puerto, el señor obispo contabilizó 65 casas y 61 familias, conformadas por 1.089 adultos y 86 párvulos, para un total general de 1.175 habitantes. Sumados los residentes dentro del puerto con los que habitaban en los alrededores, se obtienen 4.853 individuos viviendo en La Guaira para el año de 1772.
Para el año de 1800, es decir 28 años después de la visita del obispo Martí, la población guaireña prácticamente se duplicó. Humboldt estimó que el número de habitantes oscilaba entre los 6000 y 8000 habitantes; mientras que en 1802, Francisco Depons la situó exactamente en 6000 personas; diciendo:

"De ellos, ciento treinta están empleados en la chalupas cañoneras; setecientos once forman la guarnición o sirven en los guardacostas y galeras".

Para 1807, Dauxion Lavaisse le asignaba unas 7000 almas, incluida una guarnición de 800 hombres.

"La guarnición de la plaza consiste de ordinario en una compañía destacada del regimiento de Caracas".

De acuerdo con los diferentes testimonios de quienes conocieron este importante puerto marítimo a comienzos del siglo XIX, su aspecto no se presentaba muy atractivo que se diga, ante los ojos de los viajeros que recalaban su vida. Decía Humboldt respecto a La Guaira:

El orden y la división de la ciudad misma obedecen a la irregularidad y estrechez del paraje. Las calles son angostas, torcidas y mal pavimentadas; las casas miserablemente construidas (...) La ciudad no tiene sino dos calles dirigidas paralelamente de Este a Oeste (...) El aspecto de este lugar muestra algo de solitario y lúgubre.

Mientras que Dauxion Lavaisse la percibía también con algo de desagrado no muy bien disimulado:

"Esta ciudad está mal construida, pero bastante bien fortificada" (...) "Solo hay una iglesia; el cura es a la vez capellán de la guarnición".

Y el mismo autor al referirse a la parte administrativa de la ciudad agregaba lo siguiente:

"La Guaira no tenía antes de la revolución, ninguna administración municipal (cabildo), como la mayoría de las otras ciudades de ese país; estaba gobernada por un comandante de plaza que reunía en su persona la autoridad civil y militar, pero cuyas sentencias se podían apelar a la Audiencia Real de Caracas (...) El gobierno solo ha querido hacer un puesto militar y el comercio se ha contentado con tener un embarcadero para la capital".

Por todo lo antes señalado, puede en consecuencia inferirse, que se trataba de un lugar poco próspero, poco atractivo y poco poblado.
Igual a lo que ocurría en otras partes de la provincia de Venezuela en el puerto de La Guaira se hacían presentes enfermedades endémicas; epidémicas, que causaban estragos significativos entre la población.

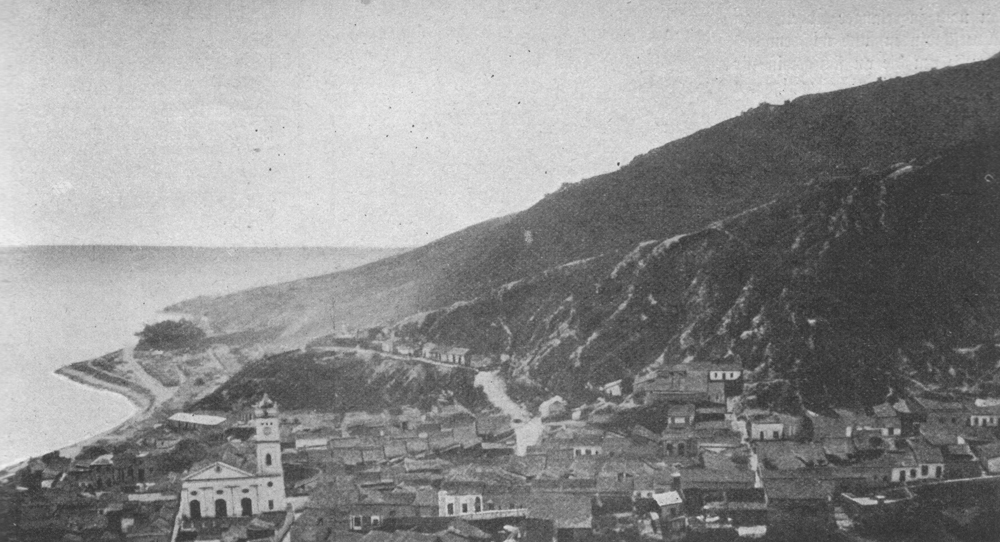
La Guaira en 1902

Hacia finales del siglo XVIII, concretamente en 1798, se produjeron en La Guaira diferentes eventos con una incidencia negativa en la salud de sus moradores, como fueron los casos de la fiebre amarilla y las fiebres atáxicas y biliosas que de manera recurrente atacaban las poblaciones de Macuto y Caraballeda. Estas fiebres también llamadas "pútridas", hicieron su aparición después de haberse presentado una terrible inundación en febrero de ese año, que causó graves estragos en el lugar. Las aguas estancadas y represadas en los grandes charcos formados como consecuencia de los deficientes sistemas de drenajes, facilitaron la reproducción de gran cantidad de larvas de los mosquitos transmisores de diferentes enfermedades contagiosas.  En 1908, el bachiller Rafael Rangel fue comisionado por el presidente Cipriano Castro para controlar un brote de peste bubónica en el puerto de La Guaira.

## Geografía

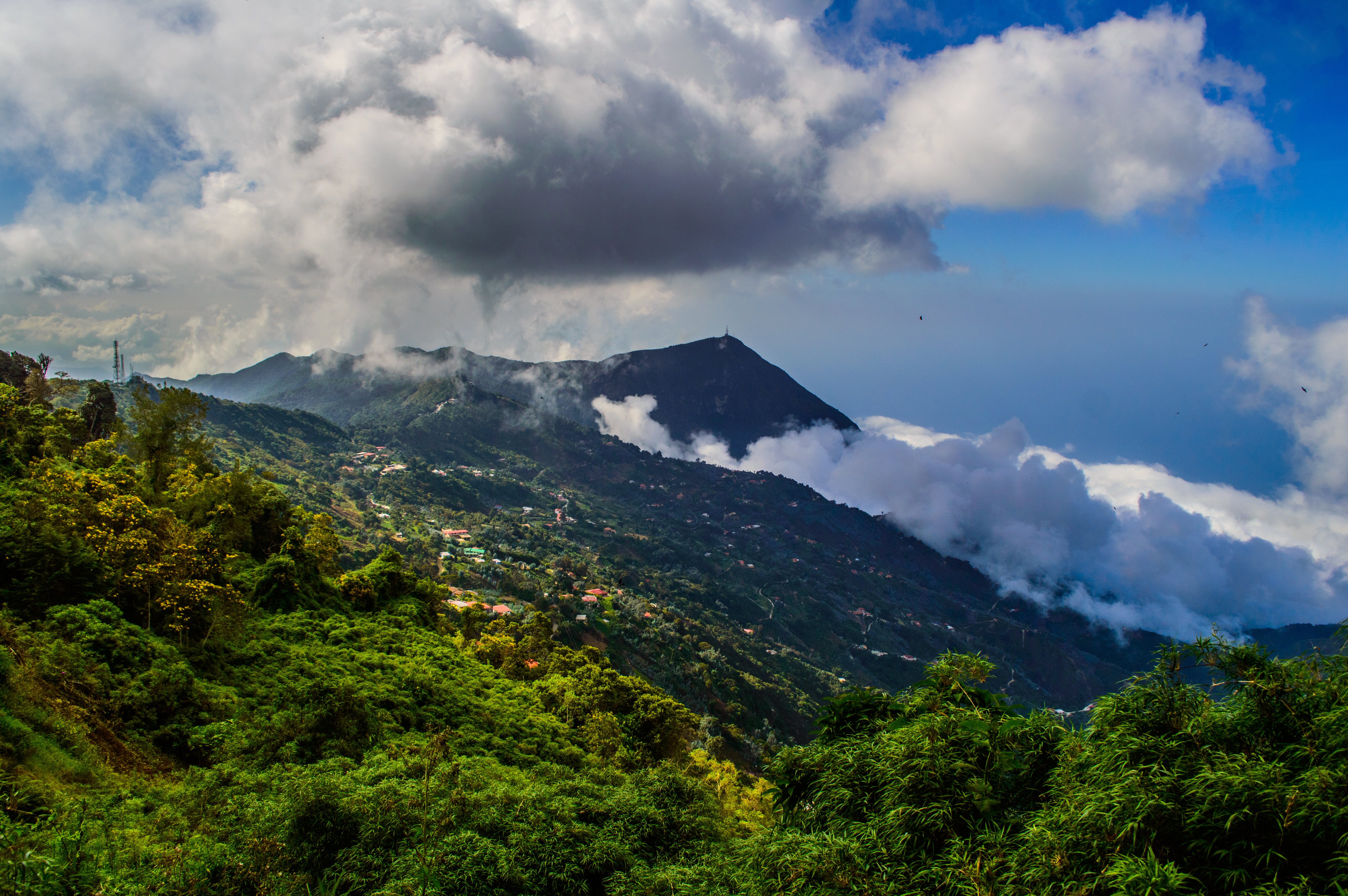
Picacho de Galipán

La parroquia La Guaira posee solo 14 kilómetros cuadrados de superficie, pero la ciudad  ha formado una conurbación con Maiquetía  que se ubica en el centro-norte del país a orillas del Mar Caribe, en las faldas del cerro y parque nacional El Ávila, en la Cordillera de la Costa, donde las montañas llegan hasta cerca del mar y la población se asienta horizontalmente por toda la estrecha franja costera y parte de las montañas. Esto resulta en que esté poco poblada, a pesar de su importancia política, económica y cultural. El mar de esta zona es bravo y no hay playas aptas para el baño, pero si hay importantes centros de pescadores.
Está separada de Caracas por tan solo 30 km y del principal aeropuerto del país (Aeropuerto Internacional de Maiquetía Simón Bolívar) por menos de 5 km. El clima es tropical árido, con un promedio anual de 28 °C y menos de 200 mm de precipitaciones anuales, a pesar de que la ciudad sufrió las inundaciones de lluvias torrenciales a finales de 1999, que la anegaron parcialmente. 
La altitud de La Guaira es de 4 m s. n. m., su latitud de 10°36′0″ N y su longitud de 66°55′59″ O. La ciudad pose más de 400 mil habitantes pero la parroquia La Guaira solo posee 25.724 habitantes según estimaciones de 2023.

## Turismo

### Camino de los Españoles
El Camino de los Españoles es un sendero fortificado en el parque nacional El Ávila, que va desde La Guaira hasta la ciudad de Caracas. El camino fue ordenado en mayo de 1589, por el gobernador y fundador del puerto de La Guaira, don Diego de Osorio. Según hay constancia en un acta de fecha 4 de enero de 1603 por fin se cumple la orden de construcción siguiendo un sendero o pica indígena llamada ‘’La Culebrilla’’.

### Plaza Vargas
Cuando se arribó al primer centenario del nacimiento del doctor José María Vargas, el 10 de marzo de 1886, se inauguró la Plaza Vargas en La Guaira. 
La plaza Vargas sustituyó a la plaza Mayor que existía desde la época de la Colonia. La estatua del Dr. Vargas, obra del artista Rafael de la Cova, se inauguró el 2 de febrero de 1890. En el acto de develación del monumento, la tela fue descorrida por un grupo de bellas señoritas guaireñas, ataviadas con trajes que simbolizaban la medicina, la teología, la filosofía, la república, la sabiduría, la libertad y la historia. En ese memorable acto, llevó la palabra el doctor Raimundo Andueza Palacio, quien tiempo después llegaría a ser Presidente de la República. Fue un merecido homenaje al más ilustre de los guaireños, el doctor José María Vargas, en el centenario de su nacimiento.

### La Casa Guipuzcoana

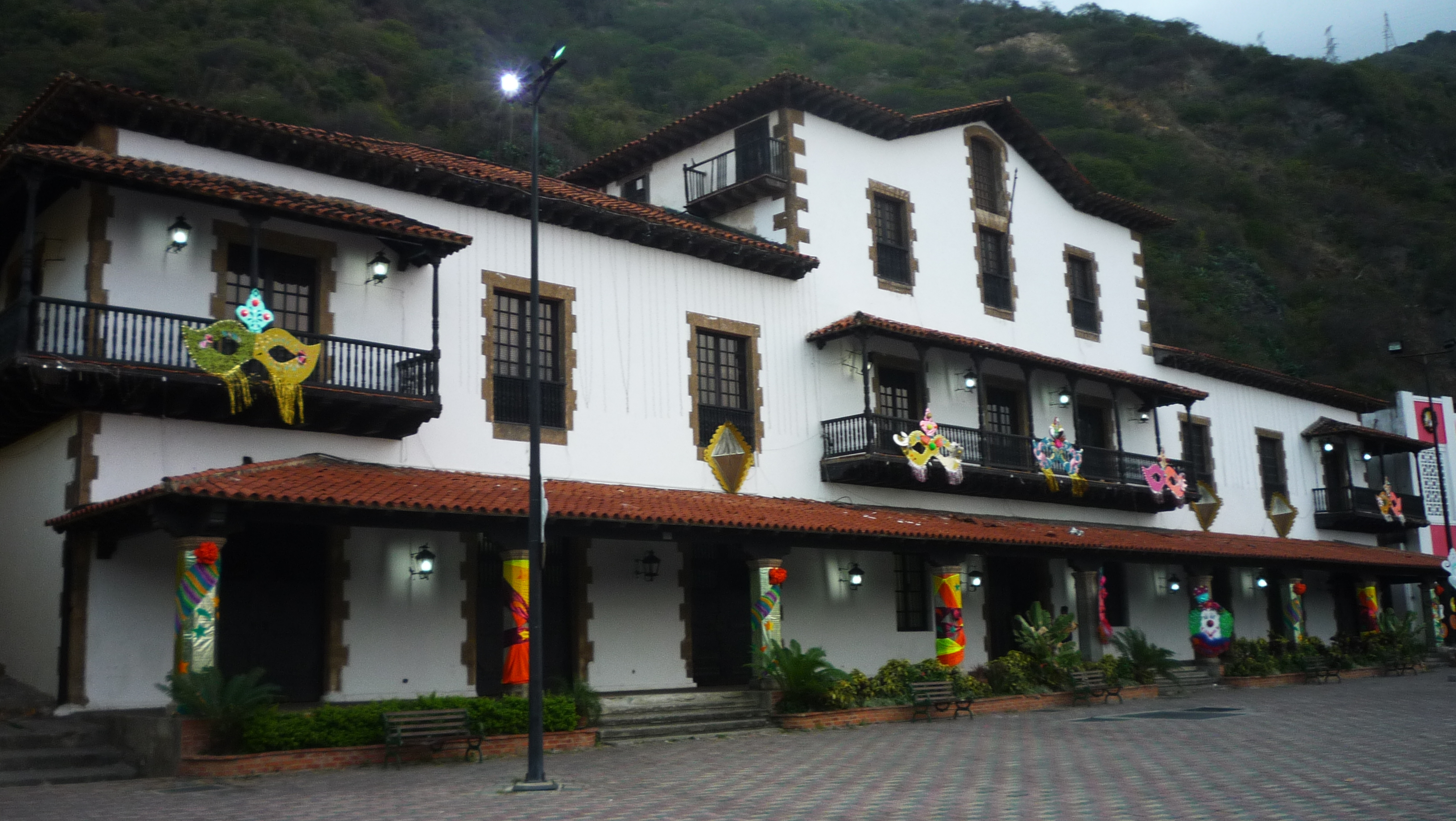
Edificio sede de la Real Compañía Guipuzcoana en La Guaira, estado Vargas (Venezuela).

La antigua sede de la  Real Compañía Guipuzcoana en La Guaira es un pintoresco edificio con techo a dos aguas con un pequeño patio interno, típico ejemplo arquitectónico del País Vasco. Afortunadamente esta reliquia histórica del siglo XVIII no resultó deteriorada durante las inundaciones ocurridas durante la Tragedia de Vargas en diciembre de 1999. Personas muy importantes han estado en la Casa Guipuzcoana, ubicada en la actual avenida Soublette de La Guaira. 
- En 1823, el administrador del puerto, Don José María de Rojás, padre del sabio Arístides Rojas.
- En febrero de 1827, el Libertador Simón Bolívar se aloja en la casa, antes de subir a Caracas. Los comerciantes guaireños entonces le ofrecieron un regio banquete al Padre de la Patria.
- En 1844 se alojó el prócer licenciado Francisco Aranda.
- En 1847 reside el general José Antonio Páez.
- En 1878 el presidente de la República, Francisco Linares Alcántara, escoge como despacho al histórico edificio y fallece en él.
- En 1883 el general Juan Bautista Arismendi, Administrador de la Aduana, coloca en la casa un reloj para servicio público y el primer teléfono de La Guaira, que comunicaba la Casa Guipuzcoana con el Resguardo Marítimo.

La Casa Guipuzcoana es actualmente un museo que atesora valiosos recursos e historias.

## Patrimonio

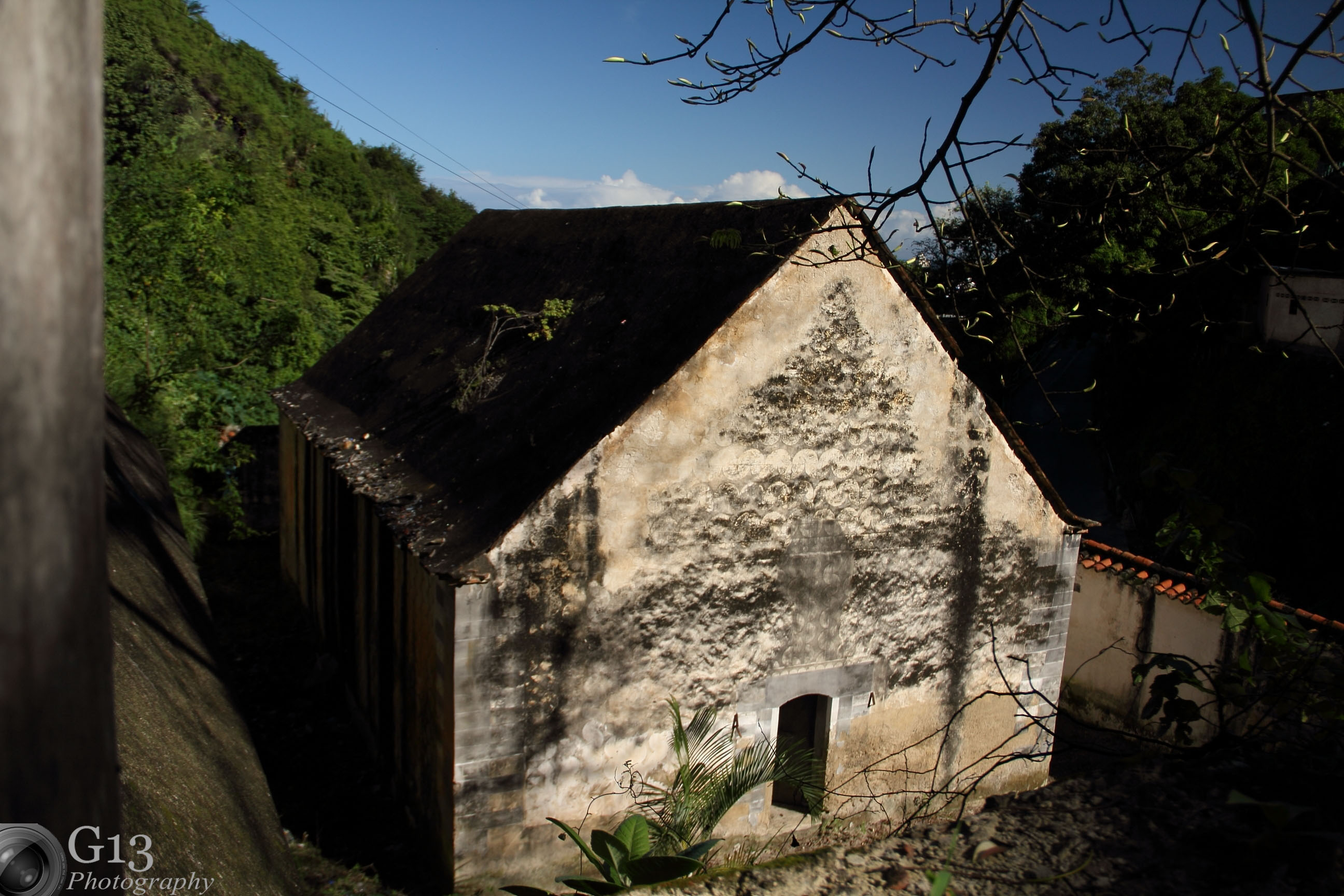
Almacén La Pólvora, ubicado en La Guaira

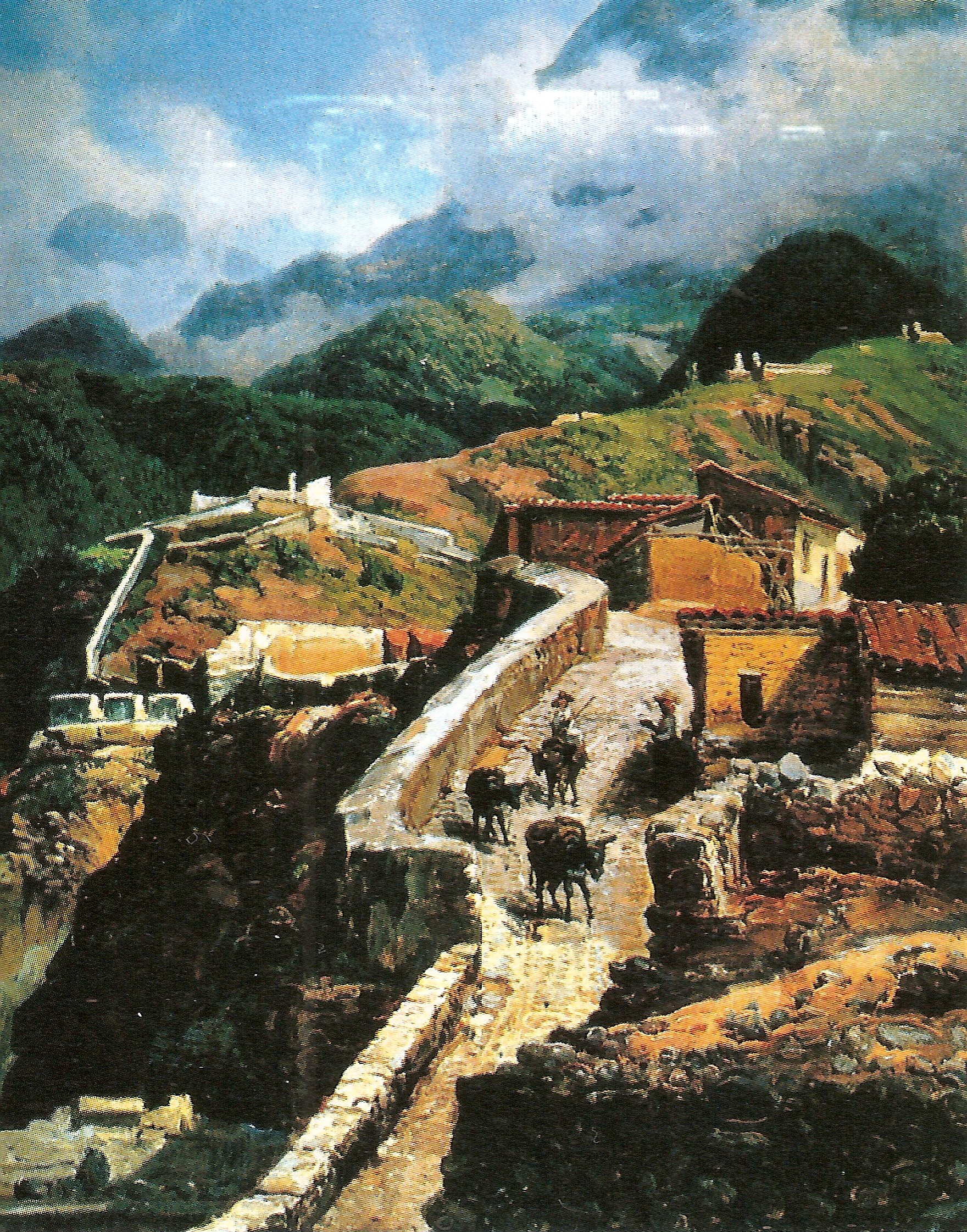
El camino de los españoles de La Guaira, Ferdinand Bellermann

.n el Año 1999 se incluyó al centro histórico de la Guaira en la lista indicativa para optar a ser patrimonio de la humanidad por la Unesco. 
1. La Casa Guipuzcoana
2. Catedral de San Pedro Apóstol
3. Ermita "El Carmen"
4. Almacén "La Pólvora"
5. Fuerte "El Vigía"
6. Fuerte "San Carlos"
7. Casa Fleury
8. Casa Boggio
9. Casa Boulton
10. Casa de Manuel Gual y José María España
11. Casa Sociedad Bolivariana de la Guayra
12. Camino de los Españoles
13. Camino de los Indios.
14. Cementerio de los Extranjeros.
15. Hotel La Alemania.

## Deportes
Esta ciudad es sede del tercer equipo de béisbol con más fanaticada en el país, los Tiburones de La Guaira. Los Tiburones de la Guaira han tenido como estadio local desde su fundación en 1962 al Estadio Universitario de Caracas, en la ciudad vecina de Caracas. Aun cuando en un principio su estadio original sería el César Nieves de Catia La Mar, este no fue aprobado por la Liga Venezolana de Béisbol Profesional debido a sus reducidas dimensiones. Entre los beisbolistas venezolanos más importantes nativos de La Guaira se pueden incluir a Cristóbal "Cris" Colón, Óscar Henríquez, Carlos "Café" Martínez, Kelvim Escobar, Alcides Escobar y Luis Rivas.
En la Liga Profesional de Baloncesto tiene el equipo Bucaneros de La Guaira, con un equipo precursor en la Liga Nacional de Baloncesto como lo fueron los Delfines de Vargas. La Organización Deportiva Bucaneros también cuenta con equipos en fútbol sala, baloncesto femenino y voleibol tanto femenino como masculino en sus respectivas ligas profesionales o nacionales. Todos estos equipos realizan sus juegos en el polideportivo José María Vargas.
La Guaira cuenta con tres equipos en el fútbol profesional venezolano: en la primera División desde el año 2013 cuentan con el Deportivo La Guaira (antes Real Esppor), Club Sport Marítimo de La Guaira de la Segunda División y con el equipo Pellícano FC en Tercera División.
En las costas del litoral central frente a La Guaira se encuentra uno de los mejores lugares del mundo para la pesca deportiva de marlines (aguja azul y aguja blanca) y pez vela. Gracias a que durante todo el año se pueden pescar estos ejemplares el placer de La Guaira está calificado para la celebración de campeonatos de la categoría competitiva conocida como Grand Slam.